# سيدريك هويل
سيدريك هويل (بالإنجليزية: Cedric Howell)‏ هو طيار مقاتل أسترالي، ولد في 17 يونيو 1896 في أديلايد في أستراليا، وتوفي في 10 ديسمبر 1919 في كورفو في اليونان.